# 集體
集體又稱群體（英語：collective），當多個團體中有一个共同的問題或動機，为了达到同一目标而組合成集體來共同努力實現共同目標。集体可以提出或行使政治或社会权利。有些集体是建立在民主基础上的，但并非总是如此。合作社是一種集體，但集体不等于合作社，因为集体不一定是建立在经济基础上的。
「集體」一詞有時用於描述一個物種作為一個整體。例如，人類集體。
出於政治目的，集體被定義由各種地方分權的整體或多數決的決策風格。

## 集體的形式
集體的特點是試圖共享和行使政治和社會權力，並在達成共識和機會平等的基礎上作出決定。
社區或意識社區，也可稱為「集體家庭」，是一群住在某種住所、公寓或其他一些合約的安排（例如共享土地）的人。集體家庭可以為特定目而有所組織化（例如：與商業，養育子女或其他一些共同利益有關）。
藝術家群體、音樂家群體通常是在創作和記錄藝術時具有相似興趣的個體的集合而作為一個群體。這些群體的規模可以從幾個人到幾千個成員。所製作的藝術風格可能存在巨大差異。群體動機可以是一個共同的原因或個人的目的。有些群體只是有些人喜歡與別人一起繪畫而形成群體，但是沒有其他目標或動機。
工人合作社是一種橫向集體主義。合作社的商業目的是作為每個專業人員的伙伴關係的基礎。他們彼此認可他們平等，並報酬他們的專業工作。工人合作社旨在降低客戶的花費，同時為參與的合作夥伴保持合理的報酬。這是通過消除支撐管理階層所需的運營成本來實現的。